# Final Four Euroliga 2023
La Final Four fue la etapa culminante de la Euroliga 2022-23, y se celebró entre los días 19 y 21 de mayo de 2023. Las semifinales se disputaron el 19 de mayo y el partido por el campeonato y el de consolación se disputaron el 21 de mayo. Todos los partidos tuvieron lugar en el Žalgiris Arena, en la ciudad lituana de Kaunas.

## Sede
El 19 de diciembre de 2022, la Euroliga de Baloncesto anunció que la Final Four se celebraría en el Žalgiris Arena de la ciudad lituana de Kaunas. Tiene una capacidad de 15 415 personas.
| Kaunas            | \| Kaunas \| |
| Žalgiris Arena    | \| Kaunas \| |
| Capacidad: 15 415 | \| Kaunas \| |
|                   | \| Kaunas \| |
| Kaunas            |              |

## Árbitros
El 12 de mayo de 2023 se anunciaron los ocho árbitros que dirigirán los partidos durante la Final Four.
| - Mehdi Difallah - Tomislav Hordov - Oļegs Latiševs - Emin Moğulkoç | - Anne Panther - Saša Pukl - Borys Ryzhyk - Gytis Vilius |

## Cuadro
|  | Semifinales  | Semifinales  | Semifinales |             |            | Final        | Final        | Final        |  |
|  | 19 de mayo   | 19 de mayo   | 19 de mayo  |             |            | 21 de mayo   | 21 de mayo   | 21 de mayo   |  |
|  |              |              |             |             |            |              |              |              |  |
|  |              |              |             |             |            |              |              |              |  |
|  | Olympiacos   | Olympiacos   | 76          |             |            |              |              |              |  |
|  | Olympiacos   | Olympiacos   | 76          |             |            |              |              |              |  |
|  | AS Mónaco    | AS Mónaco    | 62          |             |            |              |              |              |  |
|  | AS Mónaco    | AS Mónaco    | 62          |             | Olympiacos | Olympiacos   | 78           |              |  |
|  |              |              |             |             | Olympiacos | Olympiacos   | 78           |              |  |
|  |              |              | Real Madrid | Real Madrid | 79         |              |              |              |  |
|  | Real Madrid  | Real Madrid  | Real Madrid | Real Madrid | 79         | 78           |              |              |  |
|  | Real Madrid  | Real Madrid  |             |             |            | 78           |              |              |  |
|  | FC Barcelona | FC Barcelona | 66          |             |            | Tercer lugar | Tercer lugar | Tercer lugar |  |
|  | FC Barcelona | FC Barcelona | 66          |             |            | Tercer lugar | Tercer lugar | Tercer lugar |  |
|  |              |              |             |             |            |              |              |              |  |
|  |              |              |             |             |            | AS Mónaco    | AS Mónaco    | 78           |  |
|  |              |              |             |             |            | AS Mónaco    | AS Mónaco    | 78           |  |
|  |              |              |             |             |            | FC Barcelona | FC Barcelona | 66           |  |
|  |              |              |             |             |            | FC Barcelona | FC Barcelona | 66           |  |
|  |              |              |             |             |            |              |              |              |  |

## Resultados

#### Semifinales
| 19 de mayo   | Olympiacos                                                                               | 76–62                                | AS Mónaco                                                                   | Kaunas |  |
| 17:00 (CEST) | Parciales: 14–20, 15–21, 27–2, 20–19                                                     | Parciales: 14–20, 15–21, 27–2, 20–19 | Parciales: 14–20, 15–21, 27–2, 20–19                                        | |  |
|              | Estadísticas S. Vezenkov 19 K. Papanikolaou 8 K. Sloukas, T. Walkup 7 K. Papanikolaou 21 | Reporte Pts Reb Asts Val             | Estadísticas 17 M. James, E. Okobo 7 D. Hall, J. Loyd 5 E. Okobo 15 J. Loyd | Pabellón: Žalgiris Arena Asistencia: 11 673 espectadores Árbitros: Borys Ryzhyk Oļegs Latiševs Gytis Vilius |  |

| 19 de mayo   | Real Madrid                                                                     | 78–66                                 | FC Barcelona                                                               | Kaunas |  |
| 20:00 (CEST) | Parciales: 18-18, 18-24, 22-13, 20-11                                           | Parciales: 18-18, 18-24, 22-13, 20-11 | Parciales: 18-18, 18-24, 22-13, 20-11                                      | |  |
|              | Estadísticas E. Tavares 20 E. Tavares 15 S. Llull, S. Rodríguez 5 E. Tavares 39 | Reporte Pts Reb Asts Val              | Estadísticas 16 A. Abrines 11 T. Satoranský 3 Tres jugadores 14 A. Abrines | Pabellón: Žalgiris Arena Asistencia: 11 411 espectadores Árbitros: Saša Pukl Emin Moğulkoç Mehdi Difallah |  |

#### Tercer lugar
| 21 de mayo   | AS Mónaco                                                  | 78–66                                 | FC Barcelona                                                                    | Kaunas |  |
| 16:00 (CEST) | Parciales: 24-13, 20-15, 16-17, 18-21                      | Parciales: 24-13, 20-15, 16-17, 18-21 | Parciales: 24-13, 20-15, 16-17, 18-21                                           | |  |
|              | Estadísticas M. Strazel 14 D. Hall 11 J. Loyd 6 D. Hall 17 | Reporte Pts Reb Asts Val              | Estadísticas 15 N. Mirotić 4 J. Nnaji, J. Veselý 4 Tres jugadores 14 N. Mirotić | Pabellón: Žalgiris Arena Asistencia: 9 333 espectadores Árbitros: Borys Ryzhyk Anne Panther Tomislav Hordov |  |

#### Final
| 21 de mayo   | Olympiacos                                                           | 78–79                                 | Real Madrid                                                               | Kaunas                                                                                                   |  |
| 19:00 (CEST) | Parciales: 24-17, 21-28, 18-14, 15-20                                | Parciales: 24-17, 21-28, 18-14, 15-20 | Parciales: 24-17, 21-28, 18-14, 15-20                                     | |  |
|              | Estadísticas S. Vezenkov 29 S. Vezenkov 9 T. Walkup 6 S. Vezenkov 34 | Reporte Pts Reb Asts Val              | Estadísticas 15 S. Rodríguez 10 E. Tavares 9 S. Rodríguez 23 S. Rodríguez | Pabellón: Žalgiris Arena Asistencia: 11 066 espectadores Árbitros: Saša Pukl Gytis Vilius Mehdi Difallah |  |

|                                 |
| Bandera de España               |
| Campeón Real Madrid 11.º título |